# Fesshaye Yohannes
Fesshaye Yohannes là nhà báo người Eritrea, đã bị chính quyền Eritrea bắt giam mà không xét xử, và bị chết trong nhà tù.

## Sự nghiệp
Yohannes trở thành nhà báo từ đầu thập niên 1990, sau khi Eritrea giành được độc lập từ Ethiopia. Trước đó, ông từng là một thành viên trong lực lượng du kích chiến đấu cho nền độc lập của Eritrea.
Ông lập ra tờ tuần báo Setit – nay đã đóng cửa – được lưu hành rộng rãi nhất ở Eritrea. Tờ tuần báo này đăng các chủ đề gây tranh cãi và nhạy cảm, như nạn nghèo khó, nạn mại dâm và tình trạng thiếu thốn của các cựu chiến binh bị tàn tật của phong trào kháng chiến giành độc lập cho Eritrea.
Sự dũng cảm đăng tin và phóng sự nhạy cảm của tuần báo Setit đã chọc giận chính quyền Eritrea. Tháng 5 năm 2001, Yohannes yêu cầu Ủy ban bảo vệ các nhà báo giúp thiết lập một hội liên hiệp các nhà báo Eritrea để đấu tranh cho tự do báo chí và bảo vệ các nhà báo ở Eritrea. Tháng 9 năm 2001 - một tuần lễ sau Sự kiện 11 tháng 9, chính phủ Eritrea đã ngăn chặn mọi phương tiện truyền thông đại chúng độc lập ở trong nước, dưới lý do phải đấu tranh chống khủng bố, và bắt giữ một số lớn nhà báo. Yohannes được cho là đã đi ẩn náu, nhưng cuối cùng đã quyết định không bỏ rơi các bạn nhà báo đồng nghiệp của mình.
Tháng 9 năm 2001, Yohannes bị chính quyền Eritrea bắt giam mà không đưa ra tòa án xét xử. Tháng 5 năm 2002, Yohannes cùng 9 nhà báo bị tù khác bắt đầu tuyệt thực để phản đối việc giam tù họ. Họ bị chuyển tới một nhà tù bí mật ở một nơi không biết rõ, và họ không được tiếp xúc với thế giới bên ngoài.

## Chết trong nhà tù
Yohannes đã chết khi bị giam trong nhà tù. Ngày chết của Yohannes không được biết rõ. Vài nguồn tin nói là ông chết ngày 11.01.2007 sau khi bị bệnh tật kéo dài, trong khi lãnh tụ đảng đối lập lưu vong Adhanom Gebremariam cho biết Yohannes bị chết trong xà lim của mình ngày 13.12.2002.

## Giải thưởng
- 2002 ông được Ủy ban bảo vệ các nhà báo trao Giải Tự do Báo chí Quốc tế